# Argyroeides braco
Argyroeides braco är en fjärilsart som beskrevs av Herrich-Schäffer 1855. Argyroeides braco ingår i släktet Argyroeides och familjen björnspinnare. Inga underarter finns listade i Catalogue of Life.